# Долинск

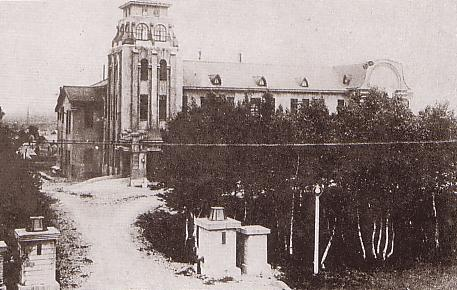
Мэрия посёлка Отиай

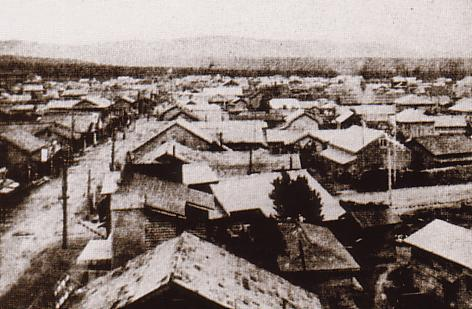
Вид посёлка Отиай

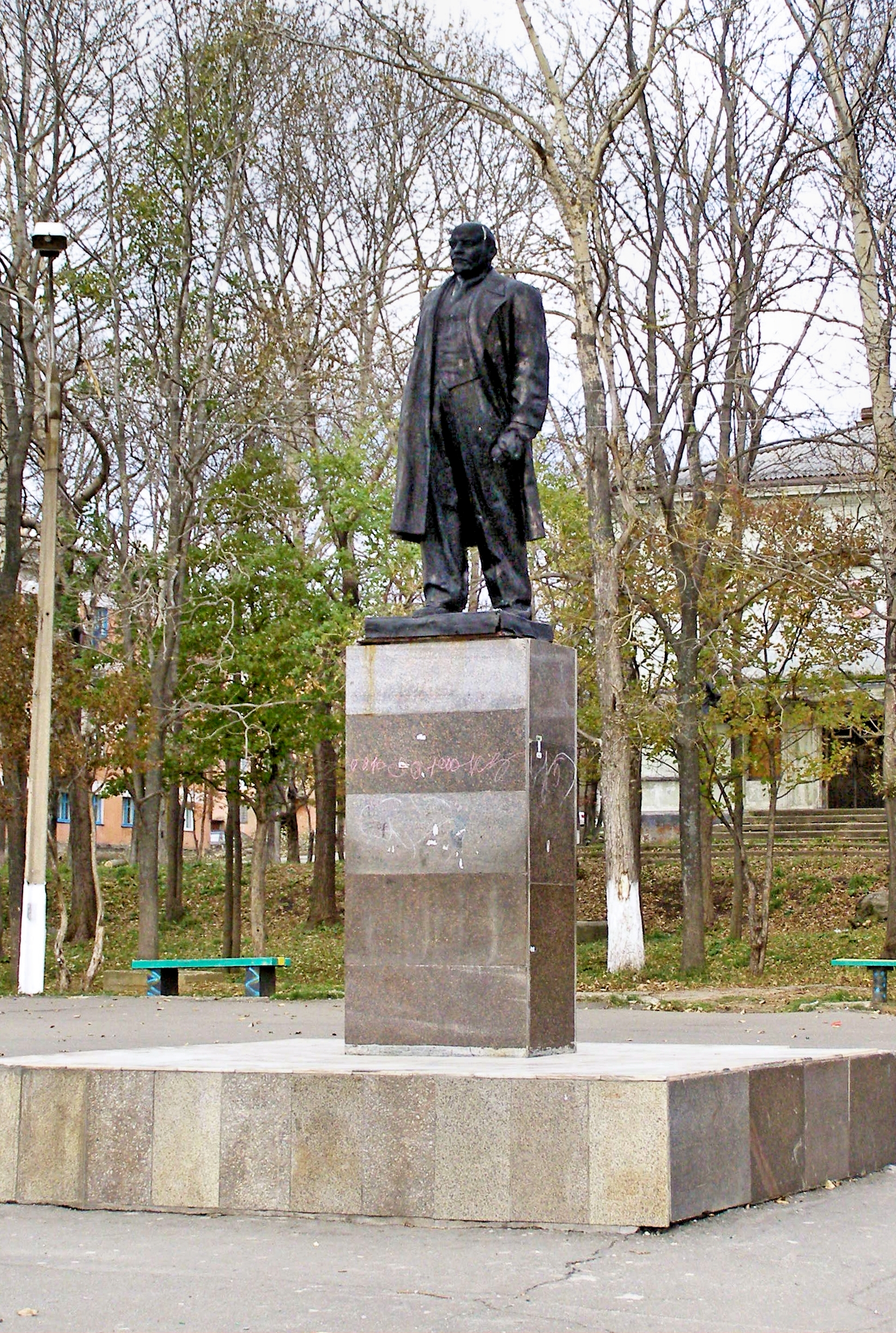
Памятник Ленину в Долинске

До́линск (с 1905 по 1946 — Отиай; яп. 落合)  — город (с 1946) в России, административный центр городского округа «Долинский» Сахалинской области. Название городу дано Указом Президиума Верховного Совета РСФСР от 15 июня 1946 года. День города отмечается — первая суббота сентября.
Население — 11 840 чел. (2024).

## География
Город расположен на острове Сахалин, в 43 км от Южно-Сахалинска. Долинск находится в Сусунайской долине в месте слияния трёх рек — Долинки, Большого Такоя и Найбы (айнское название реки — Найбучи). Также через город протекает река Эверон и река Излучная.

## Описание герба
«Зелёно-лазоревое (синее, голубое) поле скошено справа серебряной чешуйчатой нитью. В зелёном поле три серебряные садовые лилии на стеблях с листьями (две слева одна справа), сопровождаемые справа вверху серебряной перевязью; в лазоревом поле — серебряный обращенный влево с воздетыми крыльями орёл, держащий в когтях золотую рыбу головой вправо»

## История
В 1867 году на месте сегодняшнего города находился военный пост Найбучи — в устье реки Найбы, возле двух айнских сёл Сианчи (иногда называется Сиянци) и Отакое (сейчас называется Такое).
В 1884 на этом месте был основан населённый пункт — село Галкино-Врасское. Селение получило название по фамилии начальника Главного тюремного управления М. Н. Галкина-Враского. Во время, когда это селение посетил и описал А. П. Чехов, Галкино-Врасское входило в Корсаковский округ.
В 1897 году по данным Первой Всероссийской переписи здесь уже проживало 115 человек. В селении было 53 хозяйства, в которых насчитывалось 115 различных построек. Сельскохозяйственные угодья состояли из 18 десятин усадебной земли и 62 десятины пашен. В 1904 году айнское селение Сианчи находилось на левом берегу реки Найбы, в двух верстах от основанного в 1884 г. села Галкино-Врасское.
В 1905 году в результате поражения России в Русско-японской войне территория отошла к Японии. С 1905 по 1946 год поселение называлось Отиай (яп. 落合). Вероятно, название произошло от японского слова «оти», означающего — «долина, лощина», что вполне допустимо, исходя из того, что село располагалось в долине р. Сусунай (айнское nai «река, долина»).
В 1911 году из Тойохара (Южно-Сахалинск) на север была проложена железная дорога, проходившая через Отиай. По данным на 1915 год в селении проживало 250 человек, а после постройки бумажной фабрики численность населения существенно возросла и уже составила несколько тысяч человек. С 1922 года Отиай становится городом районного значения. На север к заливу Терпения продолжалось строительство железной дороги, а также прокладывались шоссейные дороги. В этом районе в то время начала зарождаться угольная и бумажная промышленность. В 1927 году численность населения Отиай составляла уже 10 639 человек. 
В августе 1945 года советские войска вошли на Южный Сахалин, и он был включён в состав СССР. 5 июня 1946 года Указом Президиума Верховного Совета РСФСР на большей части волости Отиай был образован Долинский район. По этому же указу административный центр нового территориального образования переименовали в город Долинск. В 1946—1948 годах новая советская администрация провела репатриацию японского населения, после которой советской властью началось массовое заселение этих территорий советскими гражданами, зачастую ссыльными.
В 1956 году был запущен молочный завод, на котором почти все производственные процессы были механизированы. Завод выпускал широкий ассортимент молочной продукции, в том числе сливок, сметаны и творога, кефира, простокваши, сырков и мороженого нескольких видов.
В 1956 в городе было зарегистрировано 3330 радиоточек и 2100 приёмников. К 1957 году было радиофицировано пять населённых пунктов района.
В 1957 году ежегодно увеличивающийся горбюджет составлял около 40 млн рублей.
В 1957 году на строительство жилых домов было израсходовано 3,9 миллиона рублей, кроме того, в районе десятки индивидуальных застройщиков с помощью государственной ссуды строят дома. В посудо-хозяйственном магазине на улице Кирова Долинскторг организовал продажу застройщикам строительных материалов. Предприятием был организован приём заказов на изготовление оконных переплётов, дверных полотен и коробок к ним. Строительные материалы, купленные и изготовленные по заказу, по желанию потребителей доставлялись на дом.
Парк автобусов Долинского автохозяйства регулярно обновлялся и пополнялся[когда?], а количество рейсов между городом и областным центром, а также посёлками постоянно увеличивалось.
В 1966 году в городе был открыт новый хлебный магазин «Колобок», кафе, был капитально отремонтирован и переоборудован ряд магазинов. В том же году на состоявшейся в Южно-Сахалинске выставке-распродаже продукции была представлена и продукция, выпущенная мясомолпищекомбинатами областного центра, Корсакова, Макарова и Долинска. Долинское пиво марки «Жигулёвское» по определению специалистов было признано лучшим. Также большим спросом пользовались и безалкогольные напитки, выпускаемые в Долинске в весьма богатом ассортименте.
В находящемся в городе дендрарии Сахалинской лесоопытной станции собрано и представлено 170 видов древесных и кустарниковых растений Сахалинской области.[когда?]
В прошлые годы[когда?] ведущее место в экономике города занимала целлюлозно-бумажная промышленность. Долинский завод являлся одним из крупнейших бумажных заводов СССР и производил различные виды бумаги для всей страны. Однако сегодня[когда?] завод закрыт, осталась только котельная, которая в зимний период отапливает город. Заводской корпус присутствовал на советском гербе Долинска (на новый герб ЦБК уже не попал).
Нельзя сказать, что город застроен основательно, причиной чему, скорее всего, поведение островитян и миграционная ситуация на Сахалине. Многие жители приезжали сюда лишь временно подзаработать — и вернуться на материк. Когда заработки здесь стали проблематичными, народ стал массово покидать остров: за 1989—2003 гг. численность населения Сахалинской области сократилась с 710 до 538 тысяч.
Сахалинское население сформировано в своём большинстве из недавних мигрантов, и не имеет глубокой религиозной традиции. Начиная с 2000 года в Долинске и районе был открыт ряд приходов, однако большинство прихожан — люди преклонного возраста.
25 января 2006 года принят устав муниципального образования, по которому Долинский район стал называться городской округ «Долинский».

## Климат
- Среднегодовая температура воздуха — 3,3 °C
- Средняя скорость ветра — 6,7 м/с

| Показатель                                                      | Янв.  | Фев.  | Март  | Апр. | Май  | Июнь | Июль | Авг.  | Сен.  | Окт.  | Нояб. | Дек.  | Год    |
| --------------------------------------------------------------- | ----- | ----- | ----- | ---- | ---- | ---- | ---- | ----- | ----- | ----- | ----- | ----- | ------ |
| Средний суточный максимум, °C                                   | −8,4  | −6,6  | −1,3  | 6,8  | 13,8 | 19,7 | 23,1 | 23,1  | 18,3  | 10,8  | 1,3   | −6,1  | 8,0    |
| Средняя температура, °C                                         | −12,6 | −11,4 | −6,1  | 2,3  | 8,7  | 14,1 | 17,6 | 18,1  | 13,6  | 6,7   | −2    | −9,8  | 3,3    |
| Средний суточный минимум, °C                                    | −17,2 | −16,8 | −11,5 | −2   | 3,7  | 9,1  | 12,9 | 13,7  | 9,4   | 2,9   | −5,2  | −13,5 | −1,1   |
| Норма осадков, мм                                               | 62,1  | 51,5  | 59,8  | 62,1 | 81,7 | 77,6 | 88,7 | 114,9 | 119,4 | 110,2 | 95,5  | 80    | 1001,8 |
| Источник: Метеостатистика для Сахалинской области World Climate |       |       |       |      |      |      |      |       |       |       |       |       |        |

## Население
| 1925    | 1935    | 1959    | 1967    | 1970    | 1979    | 1989    | 1992    | 1996    |
| ------- | ------- | ------- | ------- | ------- | ------- | ------- | ------- | ------- |
| 5956    | ↗11 269 | ↗14 802 | ↗15 000 | ↘13 744 | ↗14 776 | ↗15 653 | ↗15 900 | ↘15 000 |
| 1998    | 2000    | 2001    | 2002    | 2003    | 2005    | 2006    | 2007    | 2008    |
| ↘14 500 | ↘14 000 | ↘13 800 | ↘12 555 | ↗12 600 | ↘12 000 | ↘11 700 | ↘11 600 | →11 600 |
| 2009    | 2010    | 2011    | 2012    | 2013    | 2014    | 2015    | 2016    | 2017    |
| ↘11 517 | ↗12 200 | ↘12 166 | ↘12 049 | ↘11 885 | ↘11 814 | ↘11 730 | ↗11 751 | ↘11 708 |
| 2018    | 2019    | 2020    | 2021    | 2023    | 2024    |         |         |         |
| ↗11 765 | ↘11 685 | ↗11 851 | ↘11 740 | ↘11 731 | ↗11 840 |         |         |         |

На 1 января 2025 года по численности населения город находился на 862-м месте из 1124 городов Российской Федерации.

## Известные уроженцы и жители
- Костик Иван Ильич (1912 г.р., г. Долинск) — кавалер Ордена Отечественной войны II степени.[31]
- Москвин Владимир Васильевич (1926 г.р., г. Долинск) — кавалер Ордена Отечественной войны II степени.[32]
- Орлов, Николай Козьмич (р. 1920, с. Малая Пурга Вотской АО — 2000) — врач (хирург), почётный гражданин г. Долинска (1994). С 1948 по 1976 гг. работал в Долинской центральной районной больнице (врач, заведующий хирургическим отделением). Один из первых в Сахалинской области проводил операции на сердце, лёгких, и щитовидной железе. В 1961 г. награждён орденом Ленина[33].
- Петрик, Лариса Лионидовна (р. 28 августа 1949, Долинск, Сахалинская область) —  советская гимнастка, заслуженный мастер спорта СССР (1968). Чемпионка Олимпийских игр в командном первенстве (1968) и в вольных упражнениях (1968), бронзовый призёр в упражнениях на бревне (1968)[34].
- Семенова Мария Александровна  (1924 г.р., г. Долинск) — кавалер Ордена Отечественной войны II степени.[35]
- Цингари Николай Васильевич (1908 г.р., г. Долинск) — кавалер Ордена Отечественной войны II степени.[36]

### Люди, связанные с Долинском
В 1890 году Галкино-Врасское (сегодняшний Долинск) посетил писатель Антон Чехов во время создания своей книги «Остров Сахалин». В честь этого события 19 декабря 1990 года на центральной площади города был установлен памятный бюст Чехову. 
В 1949 году в Долинске родился Леонид Грушецкий, отец белорусского писателя Олега Грушецкого.

## Достопримечательности
- Бюст А. П. Чехову. Открыт 19 декабря 1990 года на центральной площади города к столетию посещения Чеховым Долинска (Галкино-Врасское) в 1890 году во время создания книги «Остров Сахалин».
- Храм Успения Пресвятой Богородицы. В октябре 2008 года был заложен фундамент, в 2010 году прошли первые регулярные богослужения.
- Долинская христианская пресвитерианская церковь (ул. Ленина, 38) — бывший католический храм времён, когда католики были сосланы на Сахалине во время каторги; позже их репатриировали.
- Здание японского склада «кура» начала XX века (на пересечении улиц Кирова и Советской).
- Городской парк культуры и отдыха — второй по величине парк на Сахалине.
- Парк дружбы — бывший японский дендрарий лесоопытной станции, заново открыт 1 ноября 2014 года.
- Мемориал Великой Отечественной войны — стоящий на постаменте танк Т-34. Открыт в ноябре 2013 года[38].
- Памятник Ленину — памятник советскому государственному деятелю Владимиру Ильичу Ленину, установленный в городе Долинск в 1971 году.